# Collegio uninominale Veneto - 08
Il collegio elettorale uninominale Veneto - 08 è stato un collegio elettorale uninominale della Repubblica Italiana per l'elezione del Senato tra il 2017 ed il 2022.

## Territorio
Come previsto dalla legge elettorale italiana del 2017, il collegio era stato definito tramite decreto legislativo all'interno della circoscrizione Veneto.
Era formato dal territorio di 41 comuni: Affi, Badia Calavena, Bosco Chiesanuova, Brentino Belluno, Brenzone sul Garda, Caprino Veronese, Cazzano di Tramigna, Cerro Veronese, Colognola ai Colli, Dolcè, Erbezzo, Ferrara di Monte Baldo, Fumane, Grezzana, Illasi, Lavagno, Malcesine, Marano di Valpolicella, Mezzane di Sotto, Montecchia di Crosara, Monteforte d'Alpone, Negrar, Pastrengo, Pescantina, Rivoli Veronese, Roncà, Roverè Veronese, San Bonifacio, San Giovanni Ilarione, San Martino Buon Albergo, San Mauro di Saline, San Pietro in Cariano, San Zeno di Montagna, Sant'Ambrogio di Valpolicella, Sant'Anna d'Alfaedo, Selva di Progno, Soave, Tregnago, Velo Veronese, Verona, Vestenanova.
Il collegio era parte del collegio plurinominale Veneto - 02.

## Eletti
| Elezione | Elezione | Senatore     | Partito |
| -------- | -------- | ------------ | ------- |
|          | 2018     | Paolo Tosato | Lega    |

## Dati elettorali

### XVIII legislatura
Come previsto dalla legge elettorale, 116 senatori erano eletti con sistema a maggioranza relativa in altrettanti collegi uninominali a turno unico.
| Candidati              | Candidati              | Voti    | %     | Liste                           | Voti    | %     |
| ---------------------- | ---------------------- | ------- | ----- | ------------------------------- | ------- | ----- |
|                        | Paolo Tosato ✔️ Eletto | 115 772 | 46,24 | Lega                            | 68 068  | 27,18 |
| Forza Italia           | Paolo Tosato ✔️ Eletto | 115 772 | 46,24 | 26 936                          | 10,76   |       |
| Fratelli d'Italia      | Paolo Tosato ✔️ Eletto | 115 772 | 46,24 | 12 594                          | 5,03    |       |
| Noi con l'Italia - UDC | Paolo Tosato ✔️ Eletto | 115 772 | 46,24 | 8 174                           | 3,26    |       |
|                        | Gabriele Pernechele    | 56 756  | 22,67 | Movimento 5 Stelle              | 56 756  | 22,67 |
|                        | Giovanna Zago          | 55 288  | 22,08 | Partito Democratico             | 44 740  | 17,87 |
| +Europa                | Giovanna Zago          | 55 288  | 22,08 | 7 941                           | 3,17    |       |
| Italia Europa Insieme  | Giovanna Zago          | 55 288  | 22,08 | 1 435                           | 0,57    |       |
| Civica Popolare        | Giovanna Zago          | 55 288  | 22,08 | 1 172                           | 0,47    |       |
|                        | Valentina Amico        | 6 734   | 2,69  | Liberi e Uguali                 | 6 734   | 2,69  |
|                        | Lucio Furia            | 5 731   | 2,29  | Il Popolo della Famiglia        | 5 731   | 2,29  |
|                        | Rosa De Nunzio         | 3 675   | 1,47  | CasaPound                       | 3 675   | 1,47  |
|                        | Maria Cristina Sandrin | 1 916   | 0,77  | Grande Nord                     | 1 916   | 0,77  |
|                        | Pietro Amedeo          | 1 848   | 0,74  | Italia agli Italiani            | 1 848   | 0,74  |
|                        | Cristina Stevanoni     | 1 622   | 0,65  | Potere al Popolo!               | 1 622   | 0,65  |
|                        | Antonella Todaro       | 599     | 0,24  | Partito Valore Umano            | 599     | 0,24  |
|                        | Stefano Lise           | 274     | 0,11  | Per una Sinistra Rivoluzionaria | 274     | 0,11  |
|                        | Andrea Mella           | 176     | 0,07  | PRI - ALA                       | 176     | 0,07  |
| Totale                 | Totale                 | 250 391 | 100   |                                 | 250 391 | 100   |
|                        |                        |         |       |                                 |         |       |
| Voti non validi        | Voti non validi        | 5 746   | 2,24  |                                 |         |       |
| Votanti                | Votanti                | 256 137 | 78,17 |                                 |         |       |
| Elettori               | Elettori               | 327 679 |       |                                 |         |       |